# Franz Gräser
Franz Gräser (Nyírmada, 18 ottobre 1892 – Breda di Piave, 17 maggio 1918) è stato un aviatore austro-ungarico.
Con 18 vittorie confermate e una vittoria non confermata, tutte sul fronte italiano, fu il settimo asso della k.u.k. Luftfahrtruppen, l'aviazione austro-ungarica, durante la prima guerra mondiale.

## Biografia
Franz Gräser (in lingua ungherese Ferenc Gräser) nacque a Nyírmada nel Regno d'Ungheria, allora parte dell'Impero austro-ungarico. Allo scoppio della Prima guerra mondiale frequentò l'Università di Tecnologia e di Economia di Budapest. Nell'ottobre 1914 fu chiamato alle armi nel 72º reggimento di fanteria e dopo l'addestramento trasferito alla scuola per ufficiali di riserva a Esztergom. Nel luglio 1915 concluse con successo la scuola e fu trasferito sul fronte orientale dove fu ferito nel luglio 1916. Nell'agosto si arruolò come volontario nell'aviazione austro-ungarica e fu addestrato come osservatore a Wiener Neustadt.
Come tale fu trasferito alla Fliegerkompanie – compagnia aviatori – Flik 2 ad Aisovizza sul fronte dell'Isonzo e dove riuscì ad ottenere il suo primo abbattimento con il Caporale Wenczel su un Hansa-Brandenburg C.I a ovest di Tolmino il 10 febbraio 1917 costringendo al rientro in emergenza il Voisin III del Sergente Ernesto Albano con il Tenente Giuseppe Bortolotti (militare) della 35ª Squadriglia. Nel maggio 1917 fu trasferito alla Flik 32 ad Aidussina dove riuscì ad abbattere, sempre con un Hansa-Brandenburg C.I, uno SPAD A. 1 il 20 maggio 1917. Ad Aidussina ottenne lezioni di volo da un altro pilota e da settembre 1917 eseguì i suoi primi voli da ricognizione come pilota.
Poche settimane dopo si trovò nella Flik 42J a Prosecco, una squadriglia di caccia come specificato dalla lettera J, l'abbreviazione per Jagdstaffel, introdotta nel 1917 dopo la riorganizzazione dell'aviazione austro-ungarica. A fine ottobre nel corso della Battaglia di Caporetto ottenne le sue prime quattro vittorie da pilota in solo due giorni con un Albatros D.III (Oeffag).
Fino al suo ultimo trasferimento nel gennaio 1918 alla Flik 61J presso Motta di Livenza e comandata da Ernst Strohschneider riuscì ad abbattere altri cinque velivoli. Il 17 maggio 1918 scortò un ricognitore della Flik 12P in missione per eseguire dei rilievi fotografici quando fu attaccato nei pressi di Treviso da aeroplani appartenenti alla 78ª Squadriglia. Nel duello che seguì l'Albatros di Gräser fu abbattuto da un Nieuport 27 pilotato dal sergente maggiore Guido Nardini in collaborazione con Cesare Magistrini e Gastone Novelli (aviatore) e si schiantò a Pero, frazione di Breda di Piave. Con 18 vittorie confermate Franz Gräser era il secondo asso dell'aviazione austro-ungarica al momento del suo abbattimento, senza aver mai ricevuto un addestramento ufficiale da pilota e privo di brevetto di volo.

## Vittorie
Franz Gräser ottenne complessivamente 18 vittorie confermate e una vittoria non confermata. 
| Nr | data             | compagnia | aereo                             | contro              | località                   |
| 1  | 10 febbraio 1917 | Flik 2    | Hansa-Brandenburg C.I (29.58)     | Voisin III          | Tolmino                    |
| 2  | 20 maggio 1917   | Flik 32   | Hansa-Brandenburg C.I (26.29)     | SPAD A.1            | Monte Sabotino             |
| 3  | 25 ottobre 1917  | Flik 42J  | Albatros D.III (Oeffag) (153.13)  | idrovolante         | Punta Sdobba               |
| 4  | 26 ottobre 1917  | Flik 42J  | Albatros D.III (Oeffag) (153.13)  | pallone aerostatico |                            |
| 5  | 26 ottobre 1917  | Flik 42J  | Albatros D.III (Oeffag) (153.13)  | Nieuport Scout      | Lago di Doberdò            |
| 6  | 27 ottobre 1917  | Flik 42J  | Albatros D.III (Oeffag) (153.13)  | idrovolante         |                            |
| 7  | 15 novembre 1917 | Flik 42J  | Albatros D.III (Oeffag) (153.61)  | Sopwith Camel       | Meolo/Monastier di Treviso |
| 8  | 23 novembre 1917 | Flik 42J  | Albatros D.III (Oeffag) (153.44)  | Macchi M.3          | Agenzia                    |
| 9  | 27 novembre 1917 | Flik 42J  | Albatros D.III (Oeffag) (153.44)  | SAML S.2            | San Donà di Piave          |
| 10 | 29 novembre 1917 | Flik 42J  | Albatros D.III (Oeffag) (153.61)  | SAML S.2            | Vianello (Pellestrina)     |
| 11 | 5 dicembre 1917  | Flik 42J  | Albatros D.III (Oeffag) (153.44)  | Savoia-Pomilio      | San Biaggio-La Fossa       |
| 12 | 26 gennaio 1918  | Flik 61J  | Albatros D.III (Oeffag) (153.106) | idrovolante         | Laguna Palude              |
| 13 | 30 gennaio 1918  | Flik 61J  | Albatros D.III (Oeffag) (153.110) | R.E.8               | Cana Reggia                |
| 14 | 24 febbraio 1918 | Flik 61J  | Albatros D.III (Oeffag) (153.106) | Macchi M.5          | Marcello                   |
| 15 | 8 marzo 1918     | Flik 61J  | Albatros D.III (Oeffag) (153.106) | pallone aerostatico | Cenesa Canal               |
| 16 | 12 marzo 1918    | Flik 61J  | Albatros D.III (Oeffag) (153.106) | S.V.A. 5            | Monastier di Treviso       |
| nc | 12 marzo 1918    | Flik 61J  | Albatros D.III (Oeffag) (153.106) | S.V.A. 5            | Monastier di Treviso       |
| 17 | 16 marzo 1918    | Flik 61J  | Albatros D.III (Oeffag) (153.106) | S.V.A. 5            | Casonetti                  |
| 18 | 23 marzo 1918    | Flik 61J  | Albatros D.III (Oeffag) (153.111) | SAML S.2            | Noventa di Piave           |

## Onorificenze
Fonte